# Юг нигде
«Юг нигде», «К югу от нигде», «Юг неизвестности» (англ. South of Nowhere) — американский телесериал подросткового канала The N., придуманный продюсером Томасом Линчем. Сериал бы рассчитан преимущественно на подростковую аудиторию. Вторая часть третьего (последнего) сезона вышла после небольшого перерыва 10 октября 2008 года, а финальная серия была показана 12 декабря того же года. Также существуют интернет-эпизоды, которые снимались для того, чтобы дополнить каждую из серий второго сезона (их можно посмотреть на официальном сайте телеканала) и интернет-эпизод «Пять лет спустя», снятый актёрами, занятыми в главных ролях, после закрытия сериала.
«Юг нигде» стал первым американским сериалом для подростковой аудитории, который так близко затрагивает тему однополых отношений, и где гомосексуалами являются главные герои. Сериал получил очень теплые отзывы от известных в США журналов TV Guide, The Boston Tribute, The New York Times и Variety

## Сюжет
Сюжет строится вокруг жизни семьи Карлин, в которую входят социальный работник Артур, его жена — Пола и их дети подросткового возраста: двойняшки Глен (сын) и Спенсер (дочь), а также приемный сын Клэй. Пола, врач по профессии, получает приглашение в престижную клинику Лос-Анджелеса. В первом эпизоде мы видим, как семья перебирается из штата Огайо в Калифорнию. Спенсер, Гленн и Клей Карлин стараются влиться в коллектив новой школы. В центре сериала отношения Спенсер Карлин (Габриэлль Кристиан), скромной и любознательной блондинки, и её новой подруги — яркой и эксцентричной Эшли Дэвис (Мэнди Масгрейв), которая является лесбиянкой. Близкая дружба с Эшли подводит Спенсер к вопросам о своей собственной сексуальной ориентации. Чувству, возникшему между девушками, мешают неприятие со стороны гомофобной матери Спенсер, а также сложный характер Эшли, которая не может разобраться в своих проблемных отношениях с отцом, популярным рок-музыкантом, властной матерью и бывшим парнем (Мэтт Коэн).

## Персонажи
Спенсер Карлин (Габриэль Кристиан)
Приветливая и доверчивая девушка из Огайо, поступает учиться в калифорнийскую среднюю школу и встречает свою любовь. На протяжении трех сезонов сериала Спенсер переходит от смутного ощущения своих гомосексуальных наклонностей к полному принятию того, что она — лесбиянка. Помогает ей в этом подруга, а впоследствии любимая девушка — Эшли Дэвис. Спенсер относится к другим людям открыто и позитивно, поэтому ей поначалу трудно влиться в коллектив школы Кинг Хай, где есть место и зависти, и ревности, и серьёзным разборкам. Но постепенно, она находит своё место в новой школе. У Спенсер близкие отношения с отцом, человеком мягким и внимательным. После переезда осложняются её отношения с матерью, которой не нравятся новые друзья дочери, в особенности, Эшли. Также у Спенсер хорошие, дружеские отношения с её братом Гленом. Хотя его поддержки она добивается и не сразу. В третьем сезоне Спенсер начинает проявлять серьёзный интерес к киноискусству, и решает поступать на режиссёрский факультет.
Эшли Дэвис (Мэнди Масгрейв)
Звезда школы, которая старается нарушить максимальное количество правил. Эшли оставила своего парня, потому что осознала свою бисексуальность, но просит не навешивать на неё ярлыков. После расставания со своим единственным парнем, Эшли начинает встречаться только с девушками, но рассматривает их лишь как сексуальные приключения. Новенькая девочка сразу привлекает внимание Эшли и они становятся подругами. Однако, чувства Эшли перестают быть дружескими. По характеру Эшли — противоположность Спенсер. Ей присущи эгоизм, желание привлечь к себе внимание и авторитарное поведение. Отношения со Спенсер меняют Эшли, и постепенно она учится быть внимательной и заботливой. Одна из причин тяжелого характера Эшли — неблагополучная семейная обстановка. В отличие от семьи Спенсер, где царят любовь и уважение, Эшли живёт с матерью, которая откупается от дочери-подростка деньгами. Большую часть времени Эшли предоставлена самой себе. Изредка ей звонит любимый отец, который давно ушёл из семьи и предпочитает заниматься своей музыкальной карьерой. В третьем сезоне сериала у Эшли также обнаруживается музыкальный талант и она начинает писать песни. Свой самый яркий хит девушка сочиняет для Спенсер.
Эйдан Деннисон (Мэтт Коэн)
Бывший парень Эшли и звезда школьной баскетбольной команды. Встречается с модной красоткой Мэдисон и продолжает дружить с Эшли. Как выясняется в конце второго сезона, к Эшли он до сих пор испытывает чувства. После появления Спенсер, пытается за ней ухаживать, но понимает, что она заинтересована только в Эшли. В третьем сезоне начинает встречаться с единокровной сестрой Эшли, Кайлой и попадает в серьезную аварию, которая меняет его взгляды на жизнь.
Глен Карлин (Крис Б. Хантер)
Талантливый баскетболист, старший ребёнок в семье Карлин. Сперва конкурирует с Эйданом за место в баскетбольной команде, но потом они становятся друзьями. Некоторое время встречается с Мэдисон. Из-за травмы и желания преуспеть в спорте Глен подсаживается на обезболивающие. После проблем с полицией и курса реабилитации Глен порывает со спортом и решает записаться в армию. Его семья выступает категорически против. Ориентация Спенсер поначалу вызывает у него осуждение и он долго не может смириться с этим. В третьем сезоне Глен начинает сомневаться в своем желании стать солдатом и находит работу. Ему трудно определиться с тем, чем он хочет заниматься в жизни. После трагической гибели своего брата Клэя, Глен сближается с его беременной девушкой Челси.

## Затрагиваемые темы
На протяжении трех сезонов сериал, будучи реалистичной подростковой драмой, затрагивал важные социальные проблемы, актуальные как для молодых гомосексуалов, так и для подростков в целом. Среди прочего в сериале были отражены следующие темы: камин-аут, гомофобия, гомосексуальность, гей-парад, бисексуальность, расизм, аборты, усыновление, наркотики, подростковое пьянство, торговля наркотиками, подростковая беременность, смерть близкого человека, преступления из ненависти, атеизм, контрацепция, выбор призвания, домашнее насилие, стресс, приемная семья, давление коллег по работе, секс, развод родителей, милитаризм и религия.

## График выхода
| Сезон        | Серий | Премьера          | Окончание        |
| ------------ | ----- | ----------------- | ---------------- |
| Первый сезон | 11    | 4 ноября, 2005    | 3 февраля, 2006  |
| Второй сезон | 13    | 29 сентября, 2006 | 22 декабря, 2006 |
| Третий сезон | 16    | 10 августа, 2007  | 12 декабря, 2008 |

## Закрытие сериала
27 февраля, 2008 года в подкасте телеканала The N. было официально объявлено, что «Юг нигде» будет закрыт после окончания 3 сезона. 28 февраля Томас Линч обратился ко всем поклонникам на официальном сайте сериала:
«Вещи меняются. Это не всегда радует, но ничего не попишешь. Подобный сериал не мог появиться 10 лет назад на молодёжном телевидении, да и на телевидении вообще. Но он существует, потому что вещи меняются. Я дорожу своим опытом сотрудничества с The N, у которых хватило смелости и прозорливости выпустить „Юг…“. Люблю поклонников, которые позволили мне рассказывать правдивые истории о своих жизнях. Я люблю продюсеров, сценаристов, режиссёров и команду, потому что они пропускали серии через свои сердца и воспринимали „ЮН“ как нечто большее, чем работа. Я люблю актеров и как они сделали персонажей объемными, создали реальных людей, с которыми вы, поклонники, можете себя ассоциировать и ощущать, что они отражают ваши собственные жизни. Особенно я люблю Спэшли. Имя, которое вы дали паре главных героинь. Иметь возможность создать сериал, который назовут „великолепным“, „поворотным“, „которому невозможно сопротивляться“ — это редкость. Создать сериал, который затронул сердца и жизни поколения — это дар. Спасибо, что вы впустили меня и Спэшли в ваши сердца. И помните, вещи меняются, поэтому не известно, где ещё могут проявиться истории о Спэшли».
С любовью и уважением, Том Линч (автор идеи/исполнительный продюсер).
Первая часть третьего сезона была показана осенью 2007. В марте 2008 появилась реклама, анонсирующая возвращение сериала 11 апреля. Тем не менее, 21 марта было объявлено, что заключительная половина 3-го сезона отложена на осень. «Юг нигде» вернулся на экраны 10 октября 2008 года и завершился 12 декабря 2008 года.